# Rebelión esclava de Nat Turner

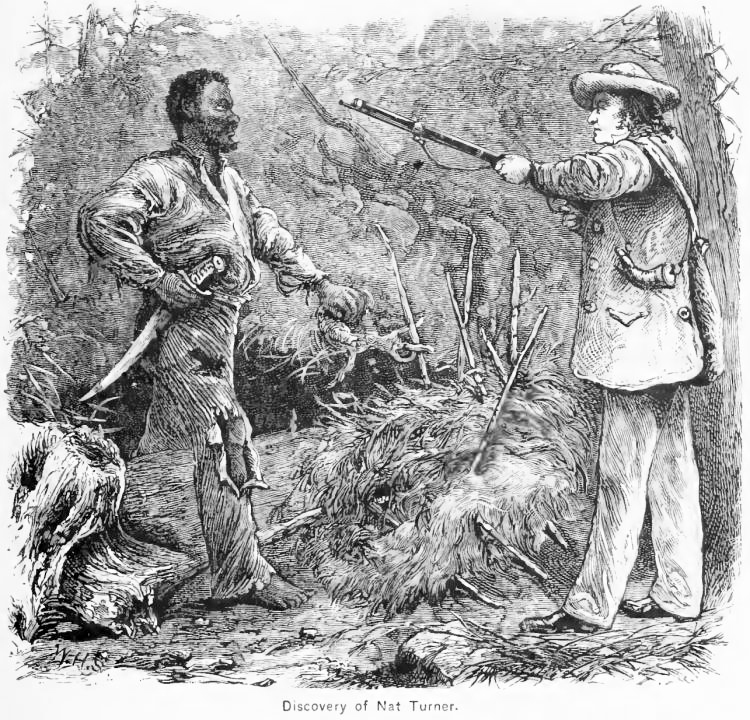
Nat Turner capturado

La rebelión esclava de Nat Turner, también conocida como la Insurrección de Southampton, fue una rebelión de esclavos virginianos que tuvo lugar en el condado de Southampton, Virginia, en agosto de 1831, dirigida por Nat Turner. Los rebeldes mataron entre 55 y 65 personas, y al menos 51 de las eran blancas. La rebelión fue reprimida efectivamente en unos pocos días, en Capron (Virginia) en la mañana del 23 de agosto, pero Turner sobrevivió escondido durante más de dos meses después.
Después hubo un temor generalizado y se organizaron milicias en represalia contra los rebeldes. Aproximadamente 120 esclavos y afroestadounidenses libres fueron asesinados por milicias y turbas en el área. Posteriormente, la Mancomunidad de Virginia ejecutó a 56 esclavos adicionales acusados de ser parte de la rebelión, incluido el propio Turner; muchas personas negras que no habían participado también fueron perseguidas en el frenesí. Debido a que Turner había sido educado y alfabetizado (así como un predicador popular) las legislaturas estatales aprobaron posteriormente nuevas leyes que prohibían la educación de los esclavos y de los negros libres, restringiendo los derechos de reunión y otras libertades civiles para los negros libres, y exigiendo a los ministros blancos estar presente en todos los servicios de adoración.